# 張藝 (台灣演員)
張藝（英語：Yee，1996年03月26日—），本名張語申，臺灣自媒體創作者、職業八婆。東海大學美術系所畢業。2016年因與「GagaTai 嘎嘎台」合作推出的《植不起的實驗室》短劇以半正經、半無厘頭地教導如何種植植物，一時間網路上蔚為風潮，知名度也由此開始漸漸攀升。就連樂壇新星9m88也主動找他拍MV。

## 個人生涯
張藝於1996年在中國廣西出生，父親是台灣人，五歲的時候隨父母回到臺灣。畢業於東海大學美術系。2021年5月13日更名為「張語申」。 2016年是張藝活耀元年，因為對植物的熱愛，而開啟了「植不起來的實驗室」，知名度漸漸增加，創造了許多令人熟知的經典角色，讓人印象深刻。2019年，受邀參加TEDxNTHU於清華大學舉辦的演講，以及2021年TEDxNationalTaiwanUniversity的國立臺灣大學演講，講述如何經營自媒體與一位影像創作者所面臨的「選擇」議題，此後，開始陸續於各大專院所主持演講，分享創作時的歷程和同時身為網紅經營社群的方法。
2019年，張藝受邀擔任ELLE臺北時裝周「張藝時尚小教室」專訪解答時裝週。
2020年，受邀擔任VOGUE臺北時裝周「Re:Play」主題的模特兒。
2021年，受邀擔任Netflix「幻想假期」企劃中的導遊，為推廣亞洲電影的宣傳影片。
2022年，受邀擔任誠品生活南西店所舉辦的「任性女子俱樂部」，並與美麗本人對談創作者的任性心之路。

## 爭議事件
2025年4月，張藝因Discord粉絲訂閱私人群組對話內容遭公開，其中涉及多位公眾人物的負面評論，引發社群輿論譁然與廣泛批評。

### 精神疾病污名化言論
在流出的對話截圖中，張藝以「台中魯小小」帳號於群組中表示：「生病了就多做點好事不要整天做一些違背倫理的事有損陰德病情加重」，該言論被網友認為是將心理或精神疾病與道德行為相連結，造成對精神疾病患者的污名與傷害。此言論隨即在社群平台引發撻伐，許多網友認為此說法不僅欠缺同理心，更可能誤導大眾對精神健康的正確認知。

### 歐娜相關事件
張藝亦在群組中發表涉及Podcast創作者歐娜的言論。其中他曾表示，自己曾在某場電影特映會上看見歐娜「抱著整桶炸雞桶在吃」，該言論帶有戲謔與羞辱意味，引發部分網友質疑其對女性外貌與行為的嘲諷傾向。隨後流出的截圖顯示，他於2023年7月10日再度在群組張貼一張平價背包的圖片，並留言「我沒錢像＠歐娜買名牌包」，被外界視為以自嘲式語氣暗批對方的消費行為與經濟狀況。
對此，歐娜於事後在社群平台回應，表示與張藝並不熟識，也不清楚對方是否長期關注自己。她進一步澄清所謂「炸雞桶」事件並非事實，當天實際購買的是「頂呱呱無敵烤腿」一隻，不是一桶；此外，對於網路上關於其進行切胃手術的傳聞，她也明確表示從未接受過任何減重手術。該回應意外引發網友模仿購買，掀起一波「頂呱呱烤腿熱潮」。 

### 黃小愛相關事件
在外流的Discord對話中，有群組成員提出YouTuber黃小愛透過切胃手術減重的猜測，並附帶評論其身形變化。張藝雖未主動提出相關言論，卻在其他人進一步推論黃小愛手術痕跡時發表「你們真是偵探到死」的回應，被外界認為未有制止，甚至帶有附和與戲謔的意味。對此，黃小愛公開澄清，表示從未進行過任何減重手術，並呼籲外界停止對其身體與職業的無端揣測。

### BLACKPINKJisoo事件
2023年4月，韓國女子團體BLACKPINK於美國科切拉音樂節（Coachella）演出後，張藝在私人群組中發表評論，稱成員Jisoo為「破喉雞」。該言論截圖於這次事件也遭流出，引發粉絲強烈不滿。同年3月，BLACKPINK於高雄開唱時，張藝亦曾在Instagram限時動態上傳Jisoo演唱畫面配上「睡覺中」的字樣，被外界認為是對其再次嘲諷。

### 早年爭議再被翻出
事件發酵後，藝人「洗菜」（本名王宇君）也在張藝道歉文指出，張藝早在2019年便曾因認為其朋友抄襲自己的創意，而在Instagram上公開批評該創作者，導致對方遭受網路霸凌。此事亦被認為是張藝「公審文化」的早期案例。

### 道歉聲明與後續反應
2025年4月13日，張藝針對群組對話外流事件透過Instagram道歉，表示對因不當言論受傷的相關人士致歉，並坦承自己在群組中未能制止八卦討論，反而參與其中，是不負責任的行為。他特別點名向劭中、黃小愛、歐娜等人致歉。
張藝亦澄清未曾在群組中提及任何人進行切胃手術，並表示過去製作的「電愛直播」內容不當，相關影片已全數下架。
聲明發布後，部分網友批評其態度避重就輕、誠意不足，爭議未因此平息。

## 影視作品

### 迷你劇集
- 2016年《植不起來實驗室》－共12集[23]
- 2017年《植不起來實驗室第二季：寶島菜菜藝》－共13集[1]
- 2019年《植不起來實驗室第三季》－共5集[24]

## 音樂作品

### EP
- 2022年《轉生獸》[25]

## MV音樂錄影帶
| 年份   | 樂團歌手   | 歌曲                  | 導演   | 角色       |
| ------ | ---------- | --------------------- | ------ | ---------- |
| 2017年 | 夜貓組     | 《妳是我的Wifi》      | 郭佩萱 | 女主角     |
| 2019年 | 9m88       | 《最高品質靜悄悄》    | 陳則安 | 理容院主顧 |
| 2022年 | 張藝       | 《新年農曆年》        | 張藝   | 女主角     |
| 2023年 | Shawn 尚融 | 《抽我愛你》          | 林毛   | 薔薇夫人   |
| 2023年 | Shawn 尚融 | 《慢車道 Slow Lane》  | 林毛   | 薔薇夫人   |
| 2023年 | Shawn 尚融 | 《Mom Don't You Cry》 | 林毛   | 薔薇夫人   |

## 相關連結
- 這 6 個關鍵字讓他們很有感，來聽阿滴、關韶文、 李瑜、張藝、志祺七七、子凡 怎麼說－妞新聞 （页面存档备份，存于）
- 網紅張藝挑戰翻唱抖音神曲－Newtalk新聞 （页面存档备份，存于）
- 聽 Wazaiii x 5大風格自媒體踹共：郝慧川、Scarlett aka 公主、張藝、阿卡貝拉、郭源元，用「真心」打造社群影響力！－Wazaiii
- 張藝專訪：沒說出口的才是真心－鏡新聞 （页面存档备份，存于）
- 張藝與父親承認出櫃：陽剛爸與陰柔兒－鏡週刊 （页面存档备份，存于）
- 專訪張藝、Yutopia 李瑜、Zzifan_z｜走進創作者們的精神時光屋，讓興趣與生活同行－Hahow好學校 （页面存档备份，存于）
- 張藝擔任2021熱線募款感恩會－臺灣同志諮詢熱線協會 （页面存档备份，存于）
- 張藝給畢業生的祝福：你們還很年輕！沒有自己的東西，很容易被取代，但我相信努力就有可能成功－Cacao 可口雜誌 （页面存档备份，存于）